# Grzimek-Haus

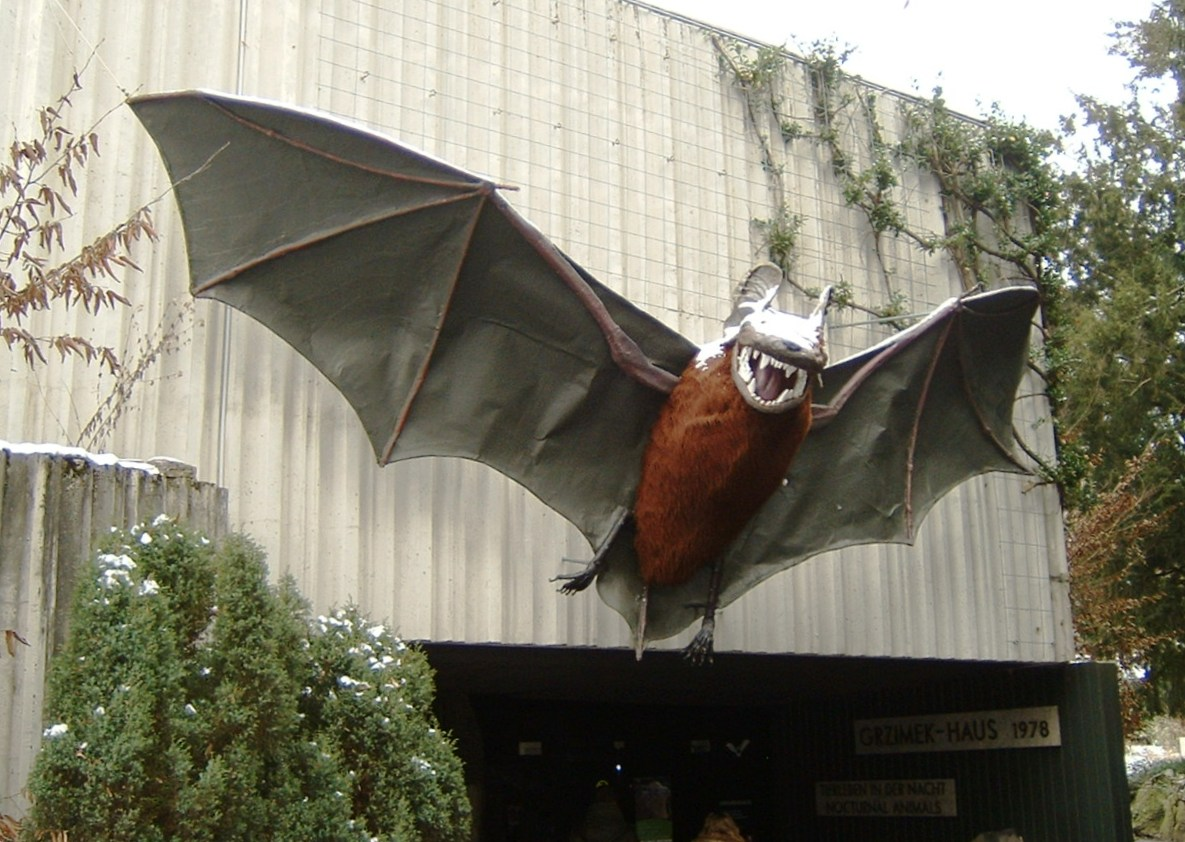
Eingang zum Grzimekhaus

Das Grzimek-Haus ist das Nachttierhaus (Noctarium) des Frankfurter Zoos, in dem Tierarten gehalten werden, die vorwiegend nachtaktiv sind. Das nach dem ehemaligen Zoo-Direktor Bernhard Grzimek benannte Gebäude wurde 1978 eröffnet und ist der Ersatz für das Kleinsäugerhaus von 1899. Das Grzimek-Haus zählt, zusammen mit der Einrichtung im Bronx Zoo in New York City, zu den größten Nachttierhäusern der Welt. Das Grzimek-Haus beherbergt jedoch auch tagaktive Tierarten, die im Ein- und Ausgangsbereich zu sehen sind.

## Funktionsweise
Um den nur tagsüber anwesenden Zoobesuchern das Verhalten ausgewählter Tiere während ihrer nächtlichen Aktivitätsphase demonstrieren zu können, werden die Tiere im Grzimek-Haus in einer „künstlichen Nacht“ gehalten. Dazu wird die „innere Uhr“ der Tiere durch verschobene Hell- beziehungsweise Dunkelphasen sozusagen um 12 Stunden verstellt, so dass es für sie während der Besuchszeit „Nacht“ ist. Dementsprechend ist die Beleuchtung der Gehege nachts angeschaltet und tagsüber eher spärlich ausgelegt, was zur Folge hat, dass sich die Besucher nach Betreten des dunklen Hauses zunächst ca. zehn Minuten lang an die Dunkelheit gewöhnen müssen. Nach dieser Eingewöhnungszeit können die gezeigten Tiere dann bei ihren nächtlichen Aktivitäten beobachtet werden.
Auch viele neu ins Grzimek-Haus eingebrachte Tiere müssen schrittweise an die veränderte Hell-Dunkel-Periodik angepasst werden, indem in speziellen Eingewöhnungsräumen der scheinbare Nachtbeginn alle 24 Stunden zum Beispiel um eine Stunde verschoben wird. So konnten die Kiwis erst erfolgreich gehalten werden, nachdem deren spezielle Eingewöhnungsbedürfnisse in einer wissenschaftlichen Studie der Universität Frankfurt untersucht worden war.
Neben der Präsentation der einzelnen Tierarten und Informationen zu ihrer Lebensweise wird der Schichtwechsel, den die Tierarten in der Übergangszeit zwischen Tag und Nacht praktizieren, erläutert. Außerdem wird die Veränderung der natürlichen Abläufe durch den Menschen thematisiert. Besucher können sich auf den Schautafeln unter anderem über die Auswirkungen von hellen Nächten durch anthropogene Lichtverschmutzung informieren.

## Bewohner
Im Tagtierbereich (18 Schaugehege) leben Rotbraune Elefantenspitzmaus, Kurzohr-Rüsselspringer, Nördliche Spitzhörnchen, Weißkopfsakis, Tamanduas, Gold-Stachelmäuse und Streifengrasmäuse sowie Buschschliefer, Kleinkantschile und Komodowarane. In einigen Gehegen werden mehrere Arten gehalten. Zu nennen sind etwa die Vergesellschaftungen von Springtamarinen mit Sumpfmeerschweinchen, von Rotschulter-Rüsselhündchen und Schneescheitelröteln, von Goldenen Löwenäffchen mit Kugelgürteltieren und Zweifinger-Faultieren (Doppelstockgehege) sowie von Kap-Borstenhörnchen, Rußköpfchen und Siedelwebern. Die Zwergotter erhielten 2004 eine Außenanlage, die Löwenäffchen 2018. 2023 wurde im Haus eine neue Anlage für Nacktmulle und Kongo-Rosenkäfer eröffnet, ermöglicht vom Förderverein des Zoos. Weitere Außenanlagen werden erwogen.
Größer ist der Nachttierbereich (24 Schaugehege), in dem die einzigen Fingertiere in einem deutschen Zoo zu sehen sind. Auch hier sind in einigen Gehegen mehrere Arten miteinander vergesellschaftet, so etwa Eulenschwalme und Schnabeligel, Fingertiere, Mausmakis und Kleine Igeltanreks, aber auch Nachtaffen und Gürteltiere respektive Buschbabys, Springhasen, Baumschliefer und züchtende Erdferkel. Weitere Arten im Nachttierbereich sind Tüpfelbeutelmarder, Kowaris, Zwerggleitbeutler, Brillenblattnasen, Schlankloris, Wüstenschläfer, Greifstachler, Wüstenspringmäuse, Seurat-Stachelmäuse (eine Unterart der Ägyptischen Stachelmaus), Votsotsas und Schwimmratten.
Ehemalige Bewohner des Hauses sind Opossums, Maus-Zwergbeutelratten, Haus-Spitzmausbeutelratten, Neuguinea-Beutelmarder, Gleichfarbkuskuse, Kurzkopfgleitbeutler, Nacktnasenwombats, Bürstenkängurus, mehrere Vertreter der Baumkängurus, Große Igeltanreks, Langohrigel, Goldene Rüsselhündchen, mehrere Vertreter der Fledertiere, Fettschwanzmakis, Zwerggalagos, Zwergplumploris, Pottos, Koboldmakis, Varis, Braunrückentamarine, Kaiserschnurrbarttamarine, Rotbauchtamarine, Zwergseidenäffchen, Brüllaffen, Sakis, Totenkopfäffchen, Zwergmeerkatzen, Hoffmann-Zweifingerfaultiere, mehrere Vertreter der Gürteltiere, Schönhörnchen, Riesenhörnchen und Rotschenkelhörnchen, Afrikanische Bilche, Riesenborkenratten, mehrere Vertreter der Grasmäuse, der Rennmäuse und Wühlmäuse, ferner Hasenmaus, Stachelmaus und Hüpfmaus, mehrere Vertreter der Zwerghamster, Sandratten, Votsotsas, mehrere Vertreter der Meerschweinchen, Gundis, Ferkelratten, Chinchillas, Viscachas, Pakaranas, Baumstachler, Graumulle, Fenneks, Waldhunde, Katzenfretts, Wickelbären, Zorillas, Skunks, Fingerotter, Fossas, Linsangs, Flecken- und Palmenroller, Fuchsmangusten, Zwergmangusten, Erdwölfe, Schwarzfußkatzen, Rostkatzen, Servale, Karakals, Kap-Klippschliefer, Hornvögel, Nordbüscheleulen, Perlzwergkäuze, Prachtfinken, Kiwis, Wickelskinke, Jemenchamäleons, Tokehs, Pythons, Tropfenkröten und Riesenlaubfrösche.
Da es sich zum Teil um selten gezeigte Arten mit wenig Haltungserfahrung handelt, wurden manche Arten aufgrund des Ablebens der Tiere nur kurzzeitig gehalten. So gelangten die Opossums aus anderen Gründen nie in den Schaubereich. In der Nachttierabteilung wurden aber auch sehr viele Erfolge erzielt. Bei dem gezeigten Goldenen Rüsselhündchen etwa handelte es sich um das einzige Exemplar seiner Art, das jemals in Menschenobhut lebte. Außerdem gelang die deutsche Erstzucht bei Fingertieren, Schlankloris, Zwergplumploris, Bänderrollern und Große Igeltenreks. Frankfurt war einziger Halter und Züchter der Großen Fruchtfledermaus in der europäischen Zoogeschichte. Ebenso war Frankfurt einziger Halter und Züchter des Philippinen-Koboldmakis der deutschen Zoogeschichte. Auch bei zahlreichen anderen schwer züchtbaren Tieren wie Kurzschnabeligeln, Greifstachlern, Kiwis, Galagos oder Nachtaffen wurden Erfolge erzielt.

## Galerie

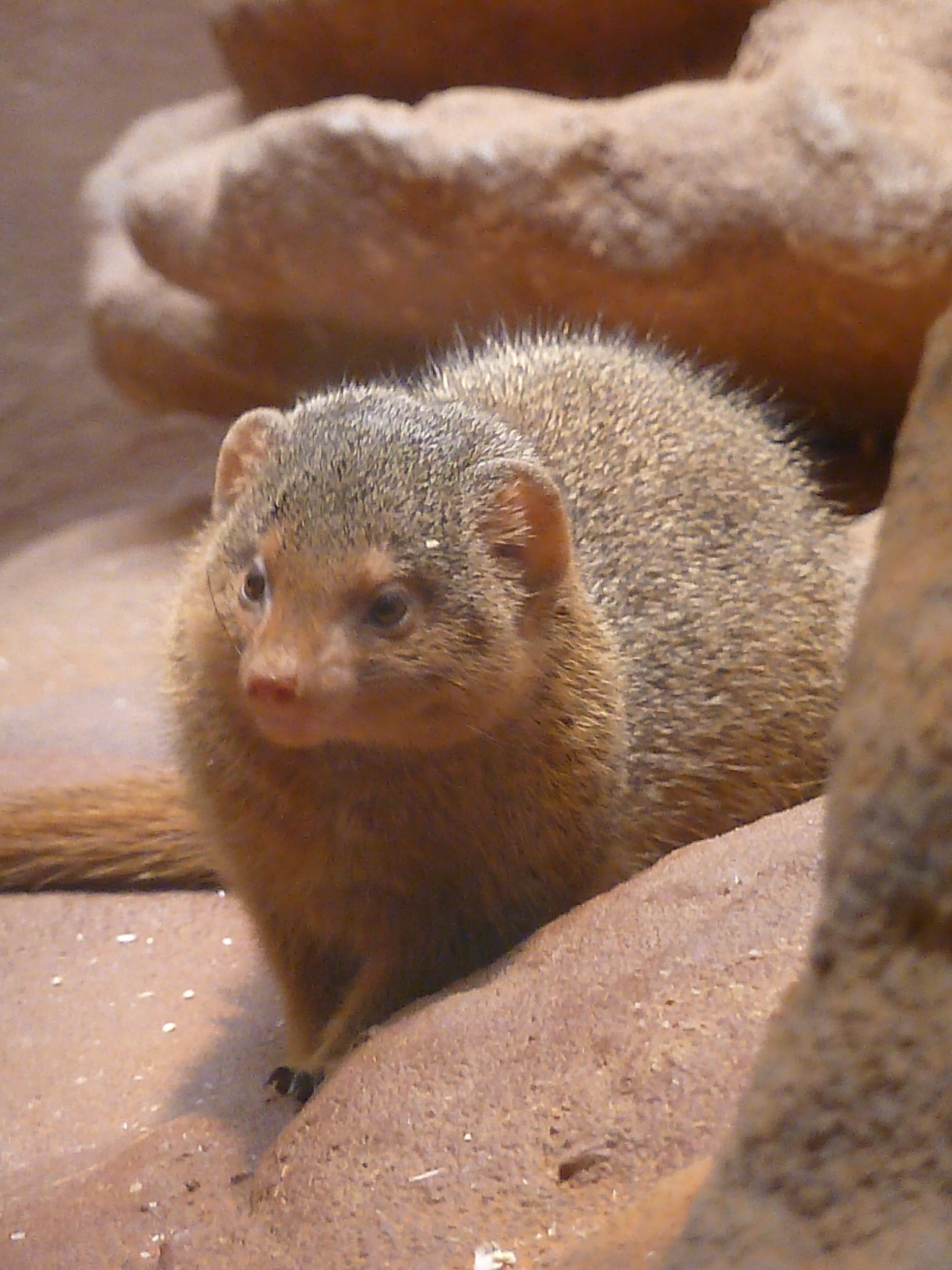
Zwergmanguste im Tagtierbereich
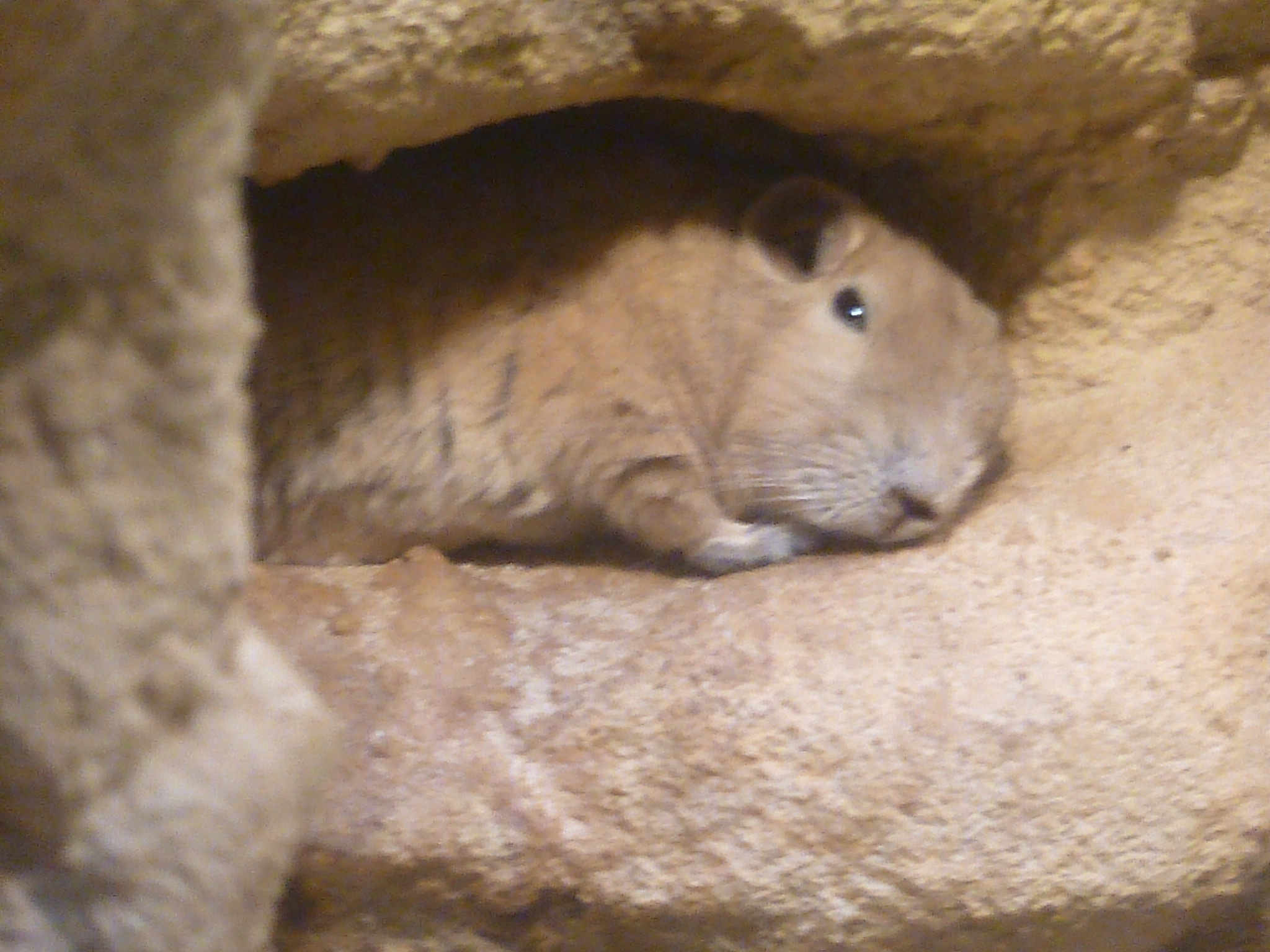
Gundi im Tagtierbereich
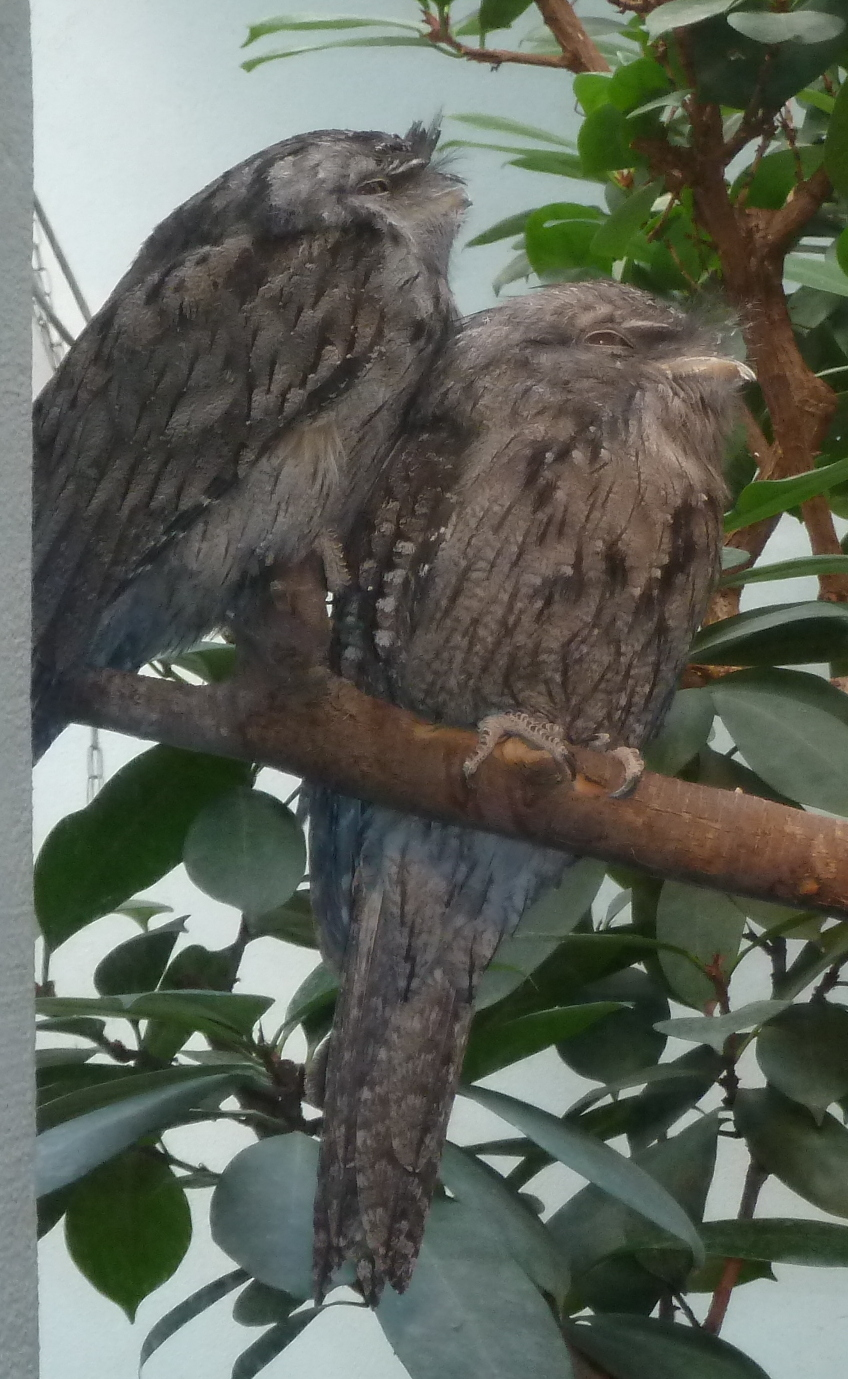
Eulenschwalm damals in der Tagtierabteilung- heute im Nachttierbreich
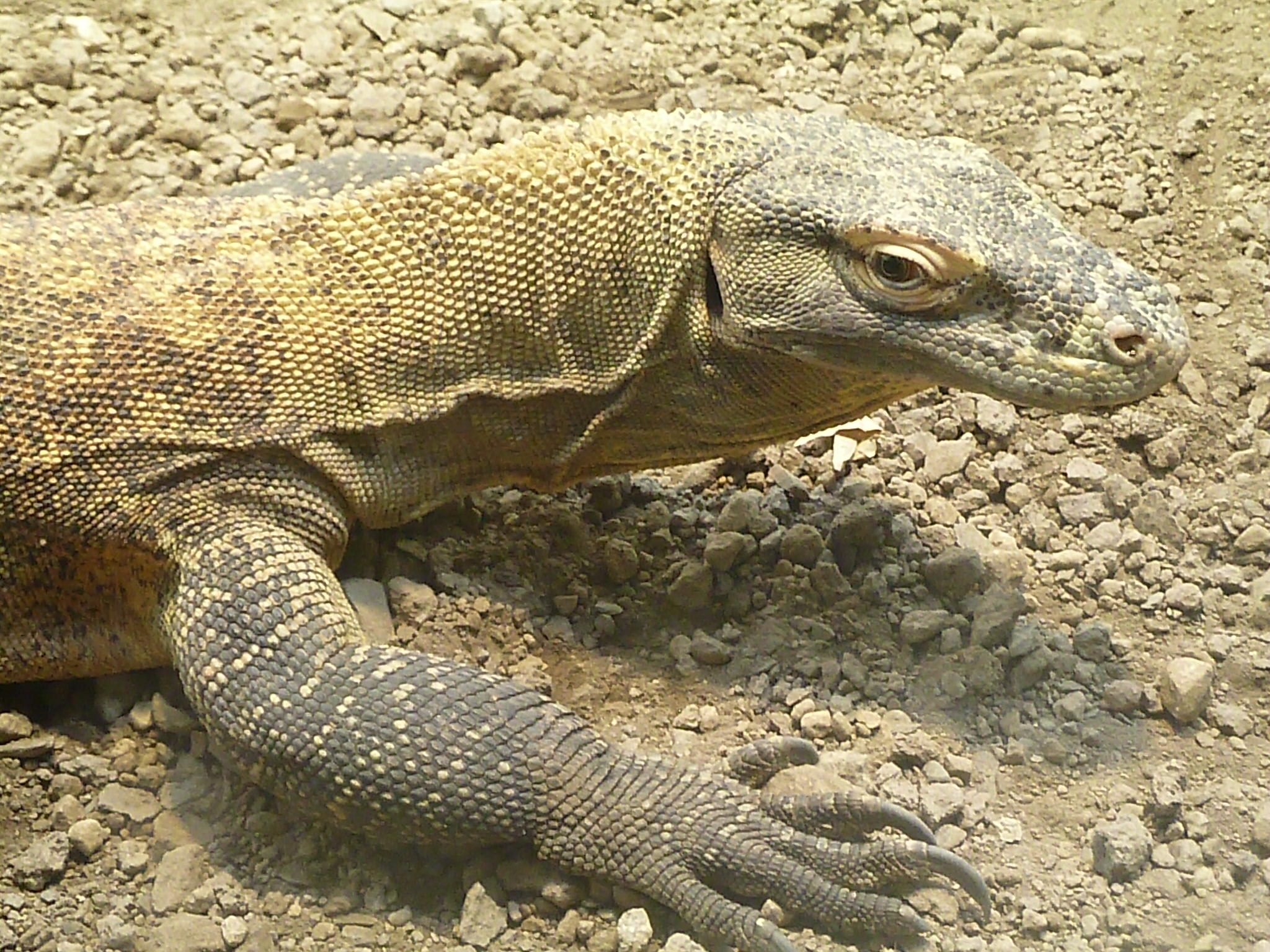
Komodowaran im Tagtierbereich
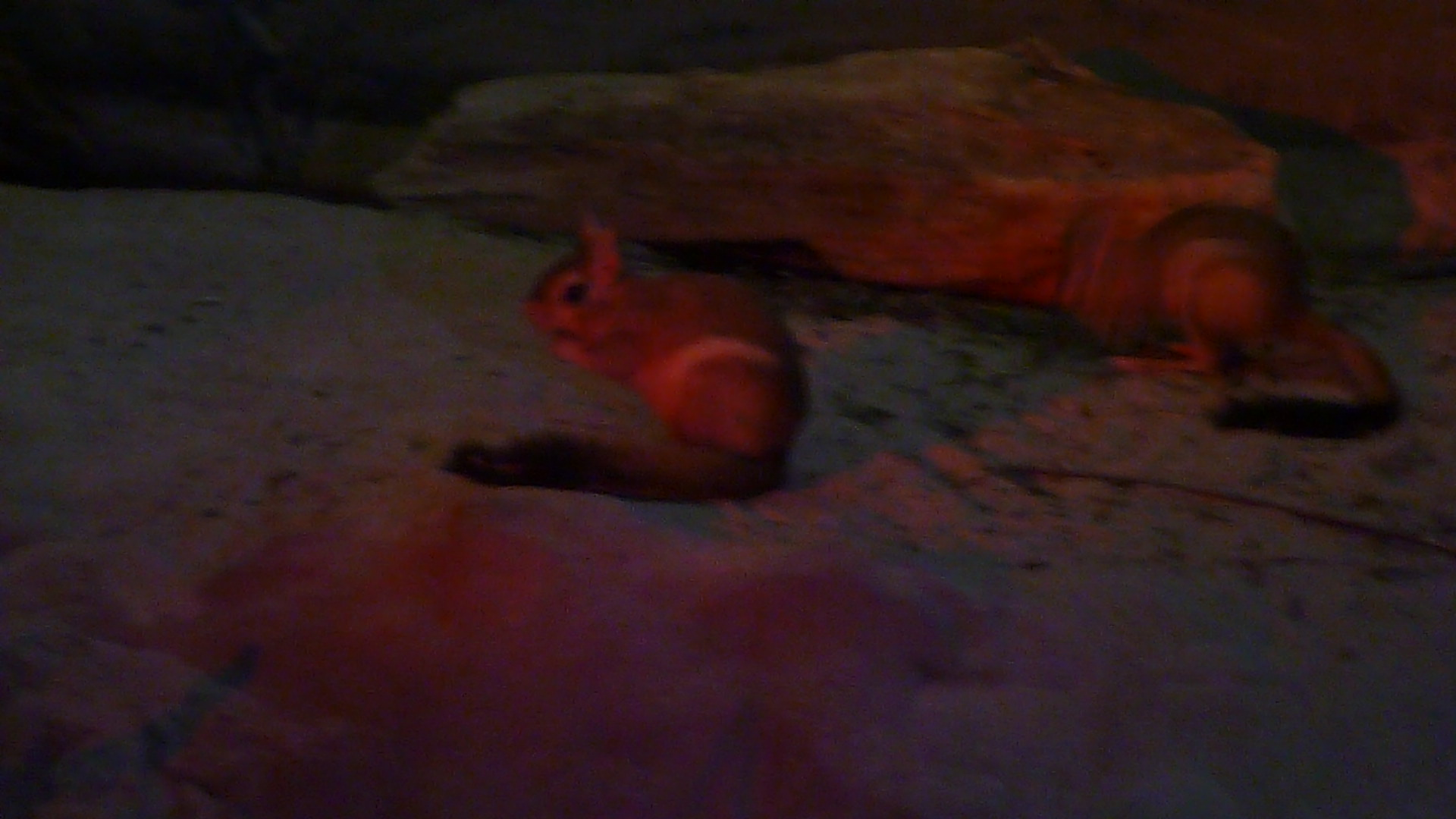
Springhase im Nachttierbereich
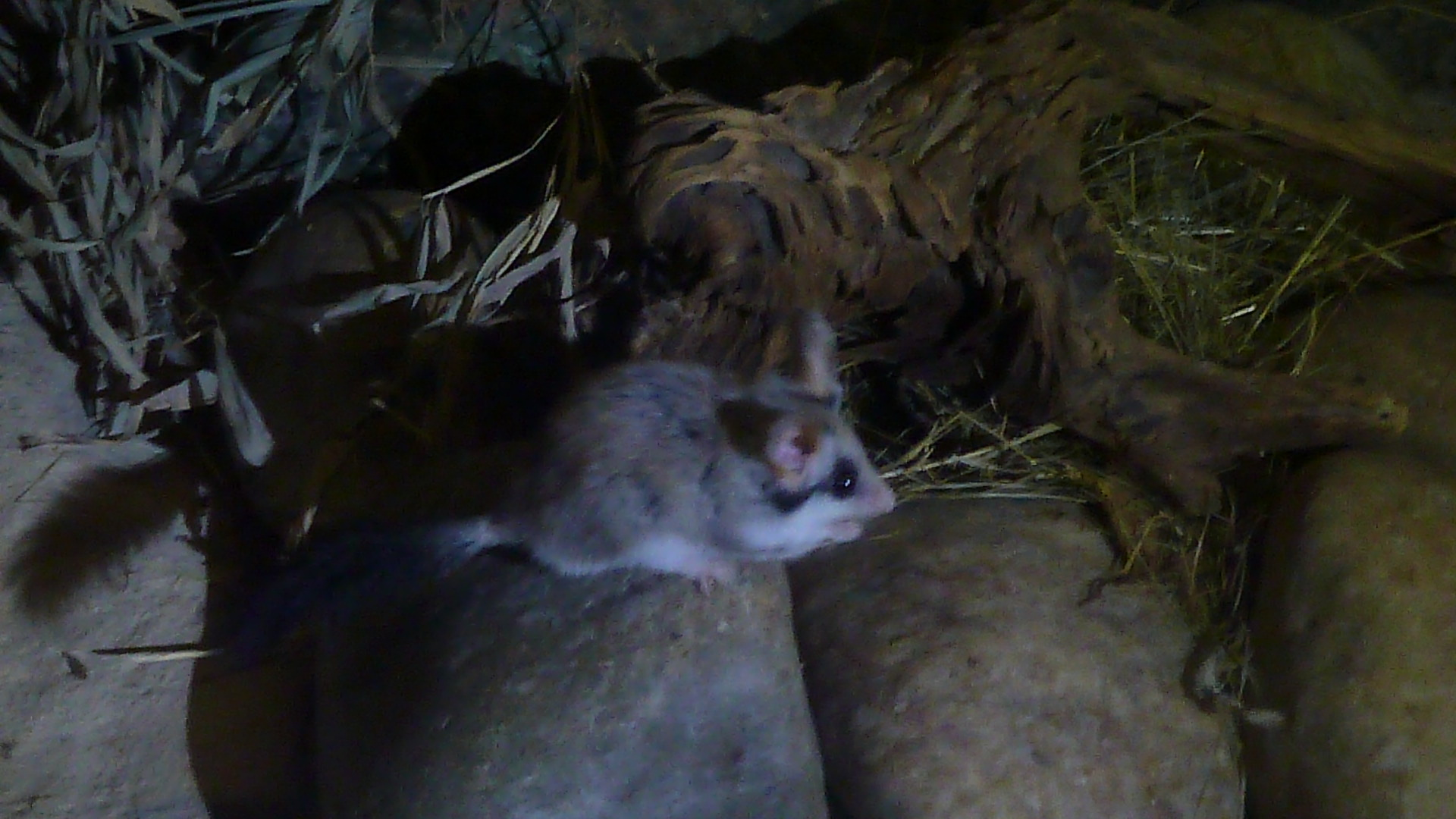
Löffelbilch in der Nachttierabteilung
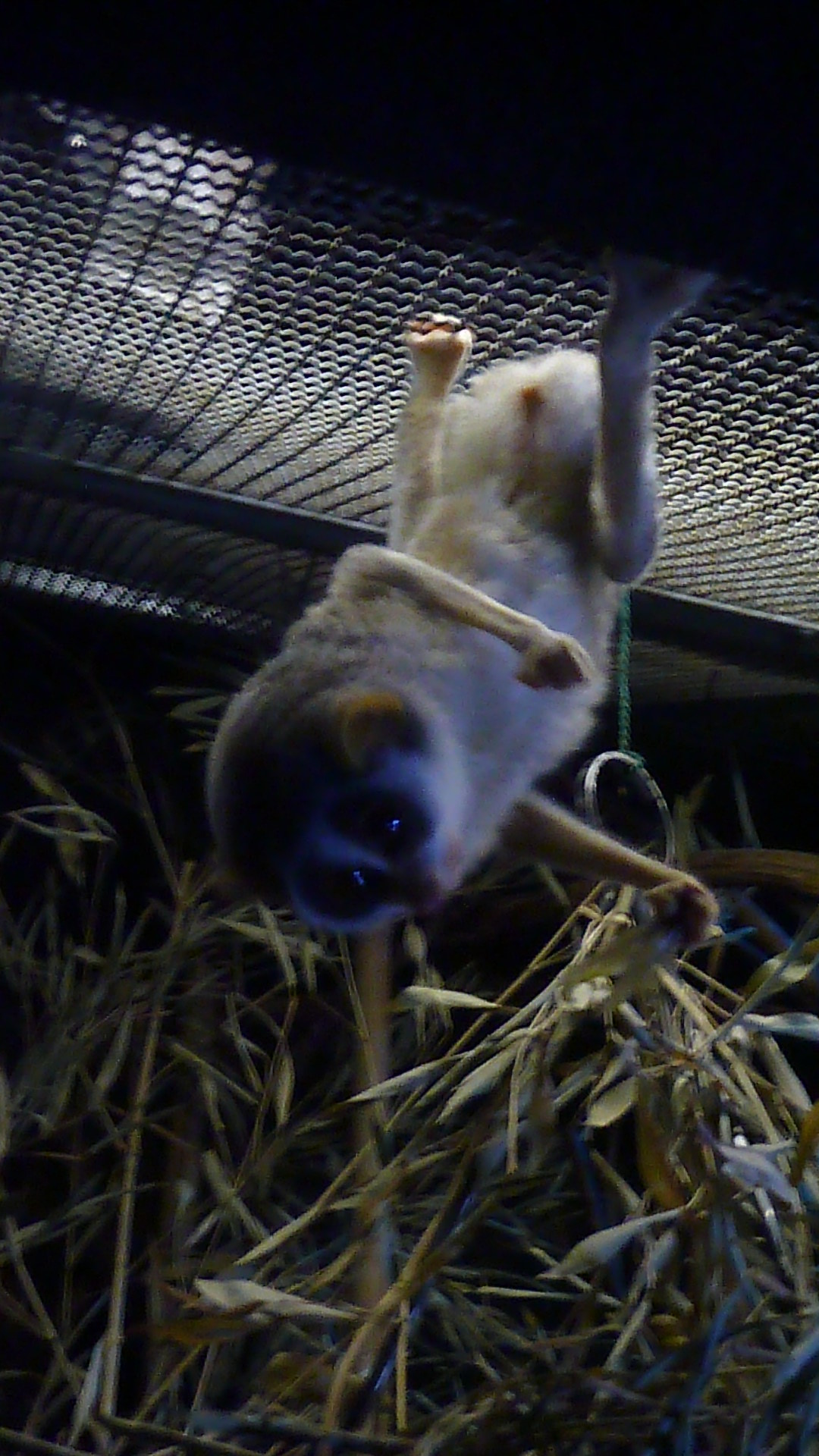
Schlanklori in der Nachttierabteilung
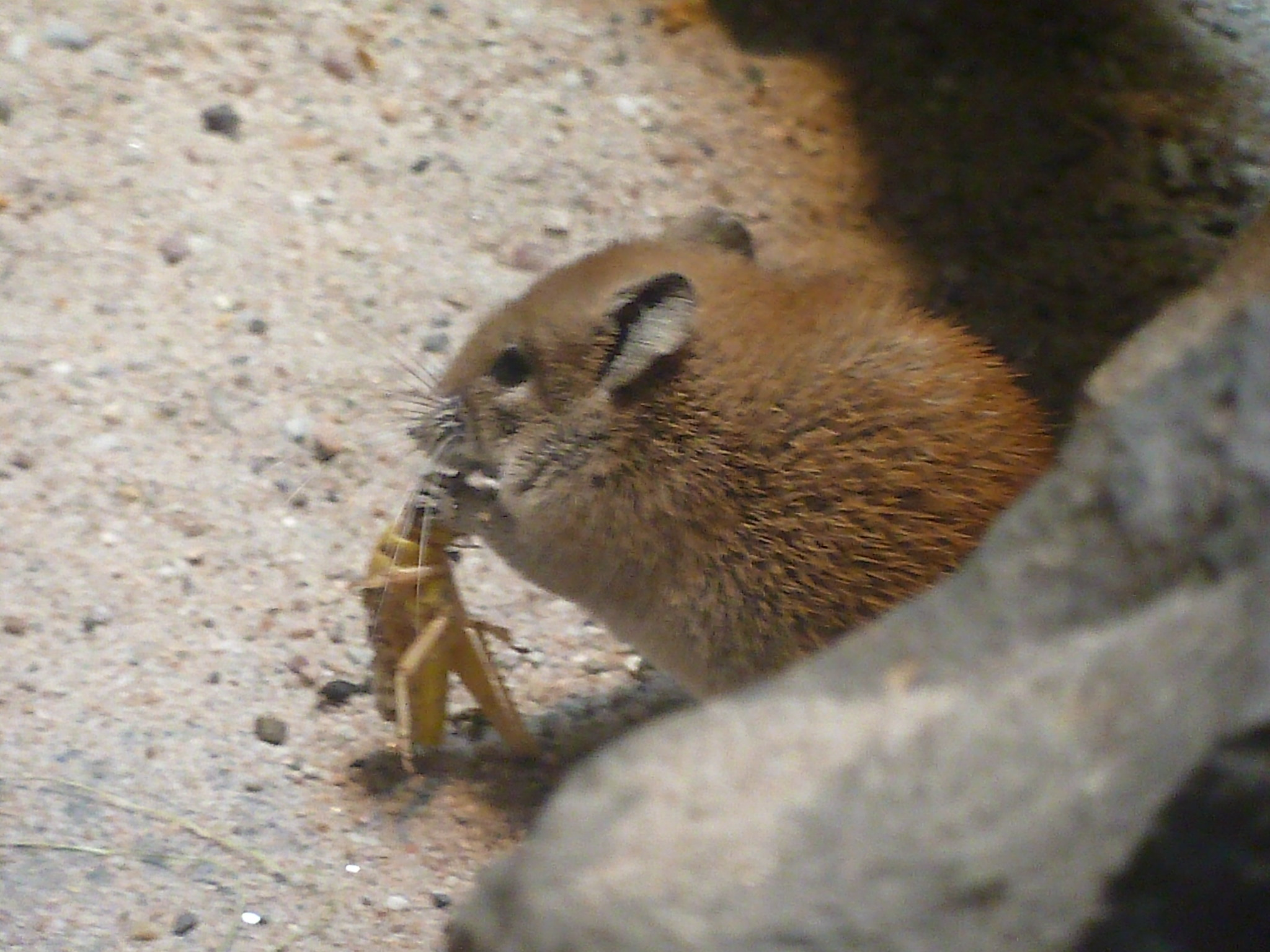
Stachelmaus in der Tagtierabteilung
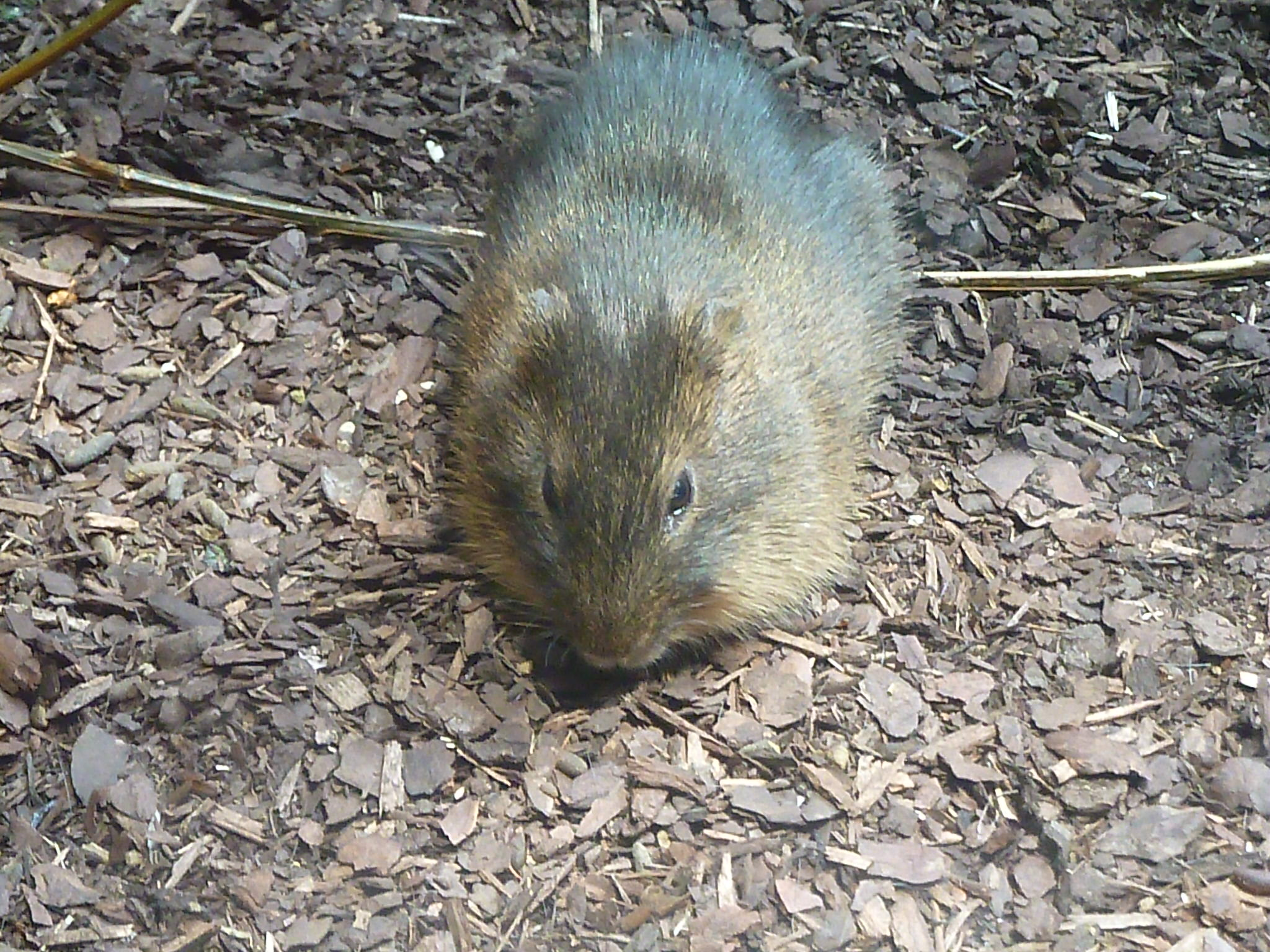
Wildmeerschweinchen in der Tagtierabteilung
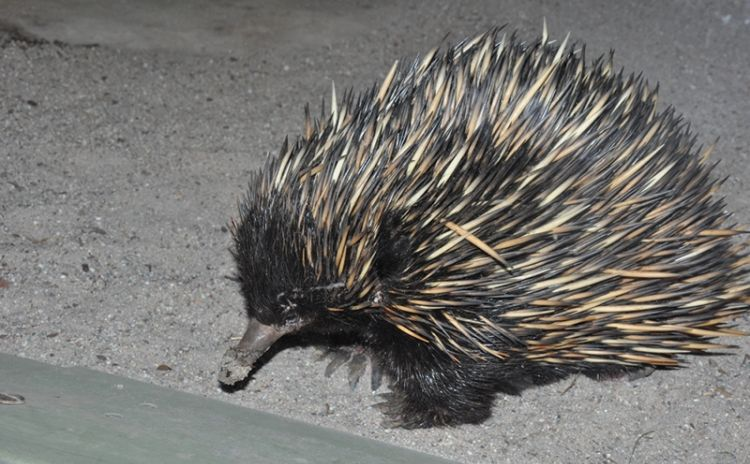
Kurzschnabeligel in der Tagtierabteilung
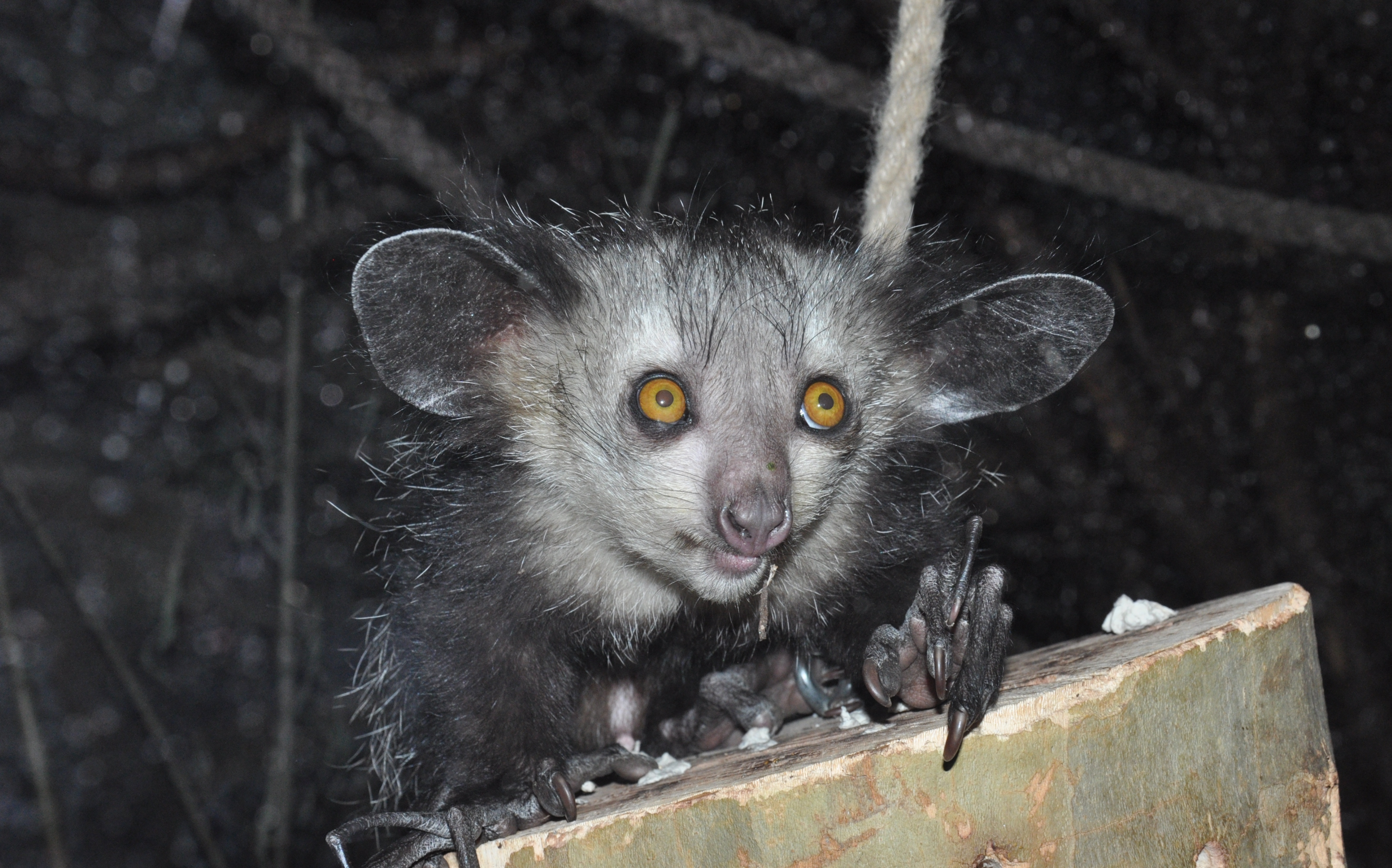
Fingertier in der Nachttierabteilung
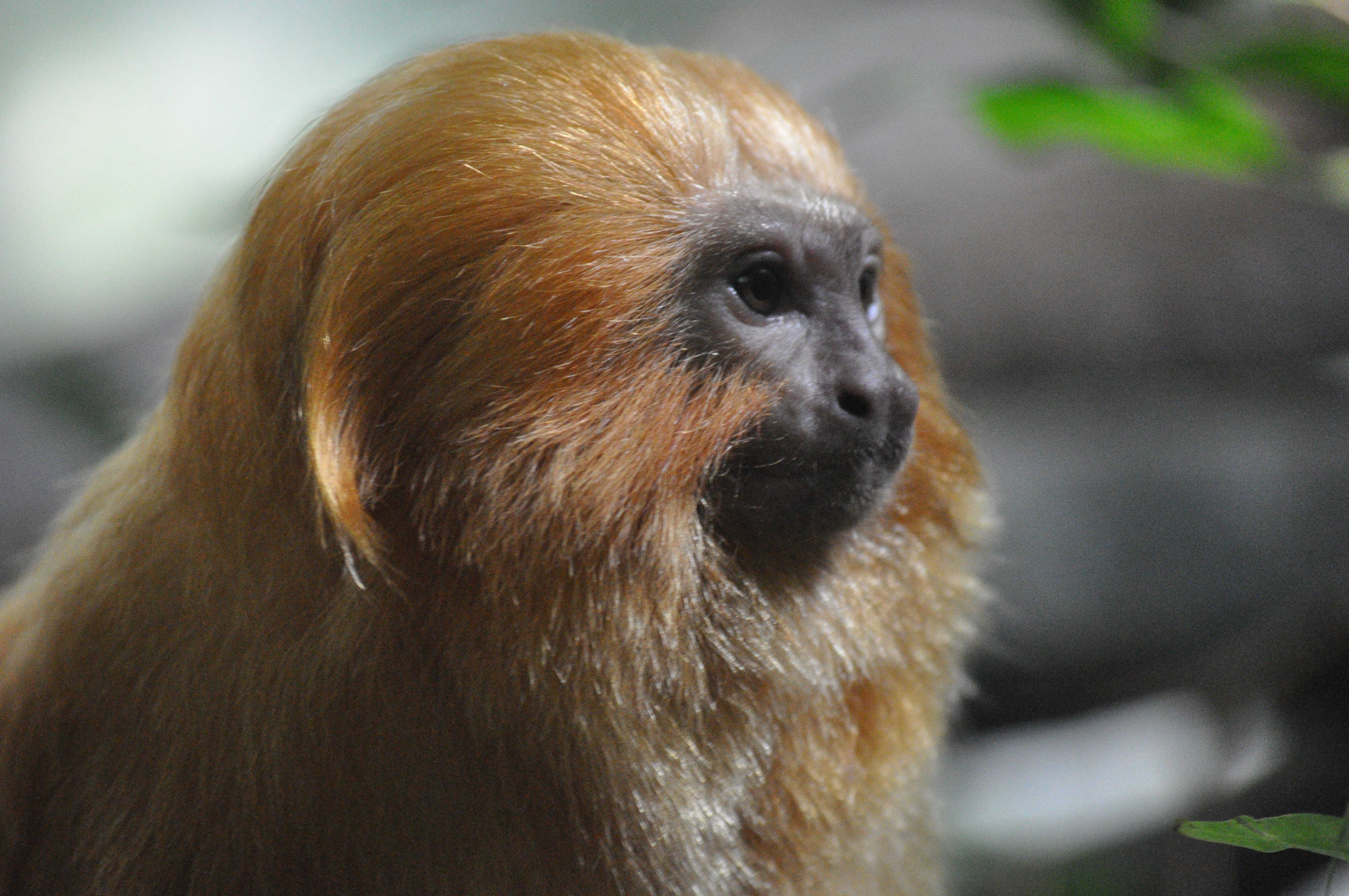
Löwenäffchen in der Tagtierabteilung
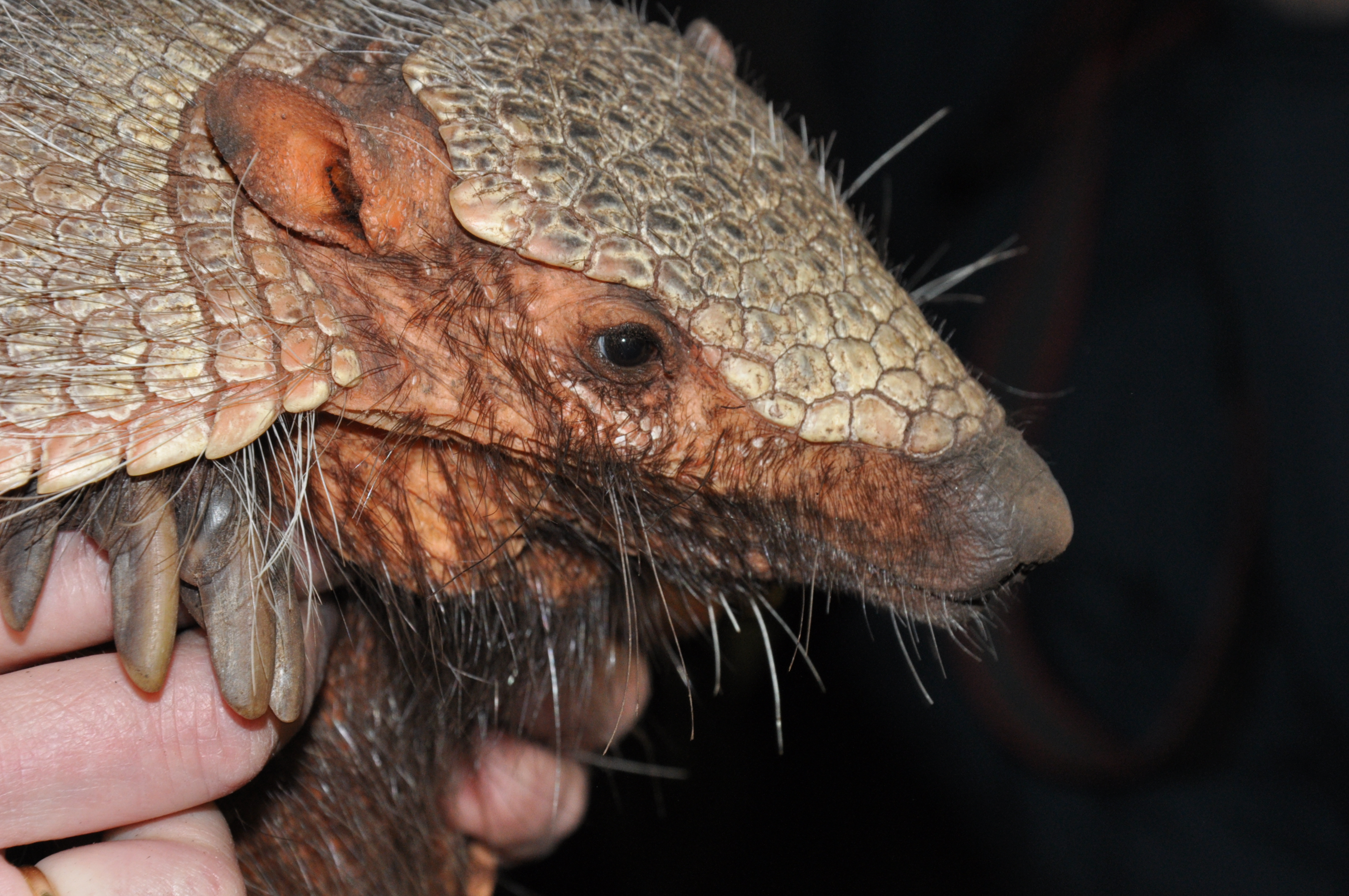
Braunborsten-Gürteltier in der Nachttierabteilung